# Phare de Wicklow Head
Le phare de Wicklow Head est un phare situé sur la péninsule de Wicklow Head, face au canal Saint-Georges en mer d'Irlande (Irlande). Il est géré par les Commissioners of Irish Lights.
Le port de Wicklow possède aussi un petit phare construit en 1884 au bout de la jetée est. C'est une tourelle ronde en fonte de 7 mètres de haut peinte en blanc avec une bande rouge horizontale à sa base. Il émet, à 11 mètres au dessus du niveau de la mer, des éclats rouges ou blancs selon la direction, toutes les cinq secondes. Il est alimenté par panneau solaire. Le site est accessible à pied par la jetée. Il est géré par l'autorité portuaire de Wicklow.

## Histoire
Le phare actuel a été construit en 1818, beaucoup plus bas de ses prédécesseurs, dans une encoche faite dans la falaise. C'est une tour ronde en pierre de 14 mètres de haut avec une lanterne et une petite galerie. Elle est adossée à la maison des gardiens. L'ouvrage est peint en blanc, ainsi que la lanterne. La petite rambarde de la galerie est peinte en rouge.
La lanterne domine le niveau de la mer à 37 mètres de hauteur et émet trois flashs blancs toutes les quinze secondes. Le site est fermé et n'est visible que du haut de la falaise.

### Les anciens phares
Le premier phare (dit phare haut) a été érigé en 1781 au plus haut de la tête de la péninsule. Il était accompagné d'un autre (dit phare bas), un peu plus en contrebas. C'est une tour octogonale en granit de 31 mètres de haut. Il est inactif depuis 1818 car il était trop haut pour être vu dans le mauvais temps. Le phare bas, lui, a été détruit.

En 1863, la tour a été frappée par la foudre, occasionnant un incendie à l'intérieur. Mais il a été considéré comme un monument témoin. Il a été préservé dès 1866 et sa lanterne d'origine a été remplacée par un dôme en brique. L'Irish Landmark Trust a réaménagé l'intérieur en 1996 pour en faire un logement de location de vacances. Le site n'est ouvert qu'aux locataires.

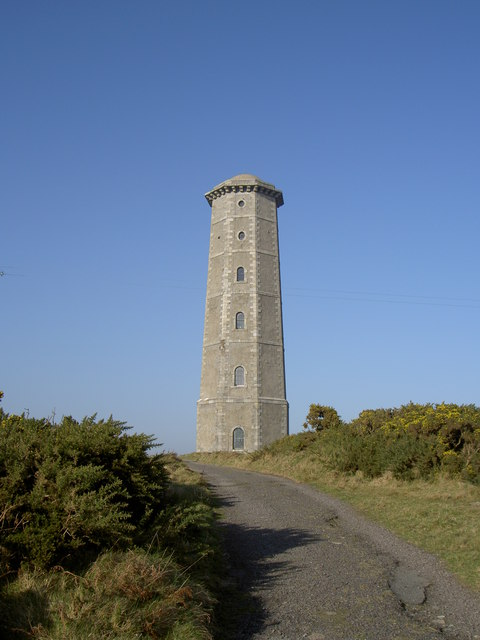
Premier phare.
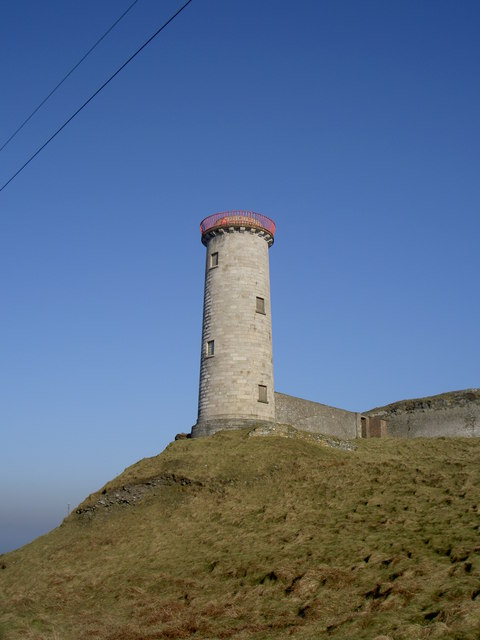
Second phare.
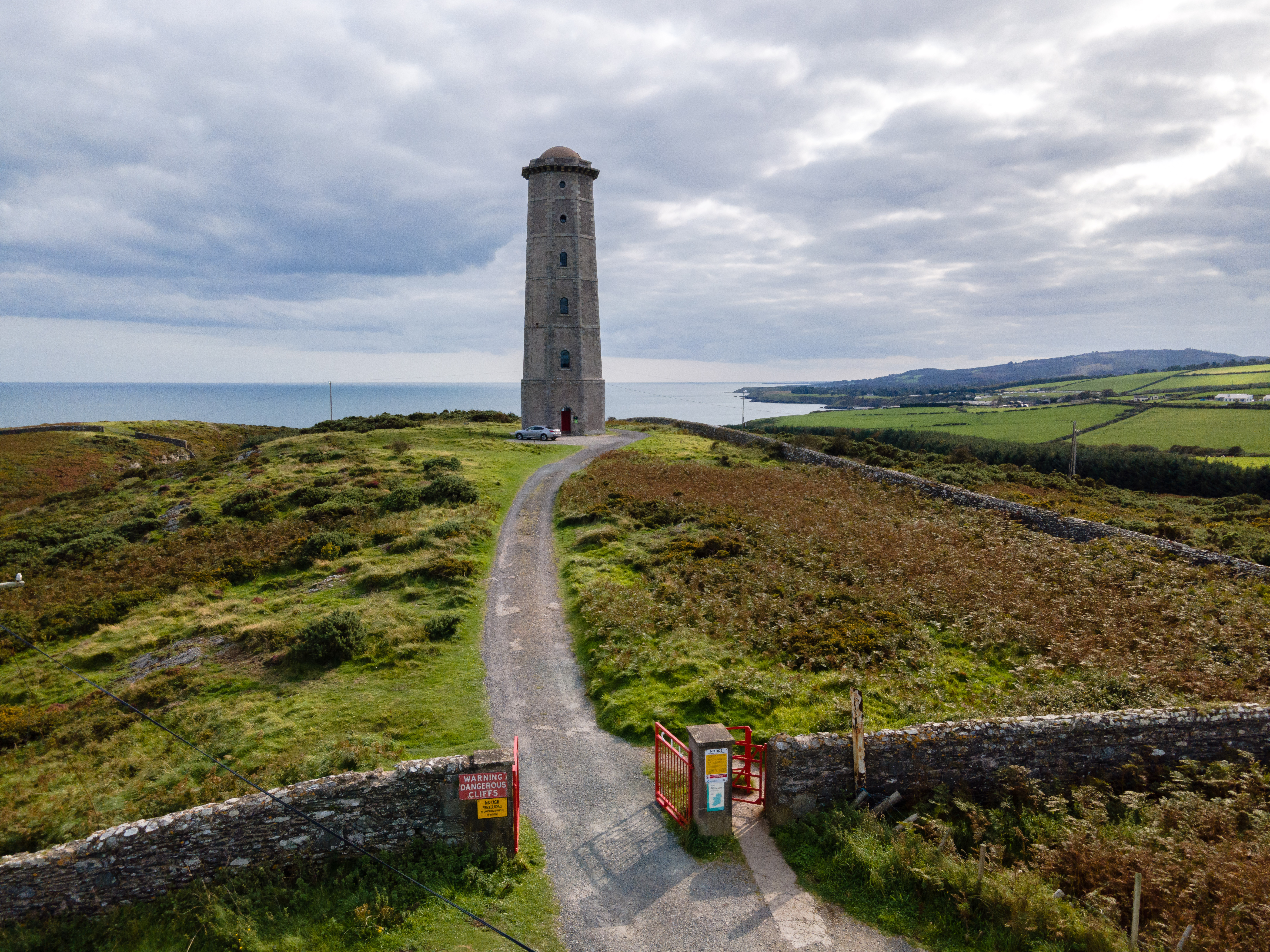
Phare de Wicklow Head. Septembre 2020.

Cette tour est identifiée comme l'un des douze grands phares de l'Irlande. Elle est accessible par la route, se trouvant à environ 4 kilomètres au sud-est de Wicklow.
- Un second phare a été érigé en 1818, presque sur l'emplacement du phare bas qui a été détruit. C'est une tour ronde en pierre de 20 mètres de haut avec une galerie. Il est inactif depuis 1865 et sa lanterne a été enlevée. Le phare, à l'origine, a été peint blanc, quelques traces subsistent encore. Accessible par route, le site est ouvert mais la tour n'est pas visitable. Il appartient toujours aux Commissioners of Irish Lights.